# Kê

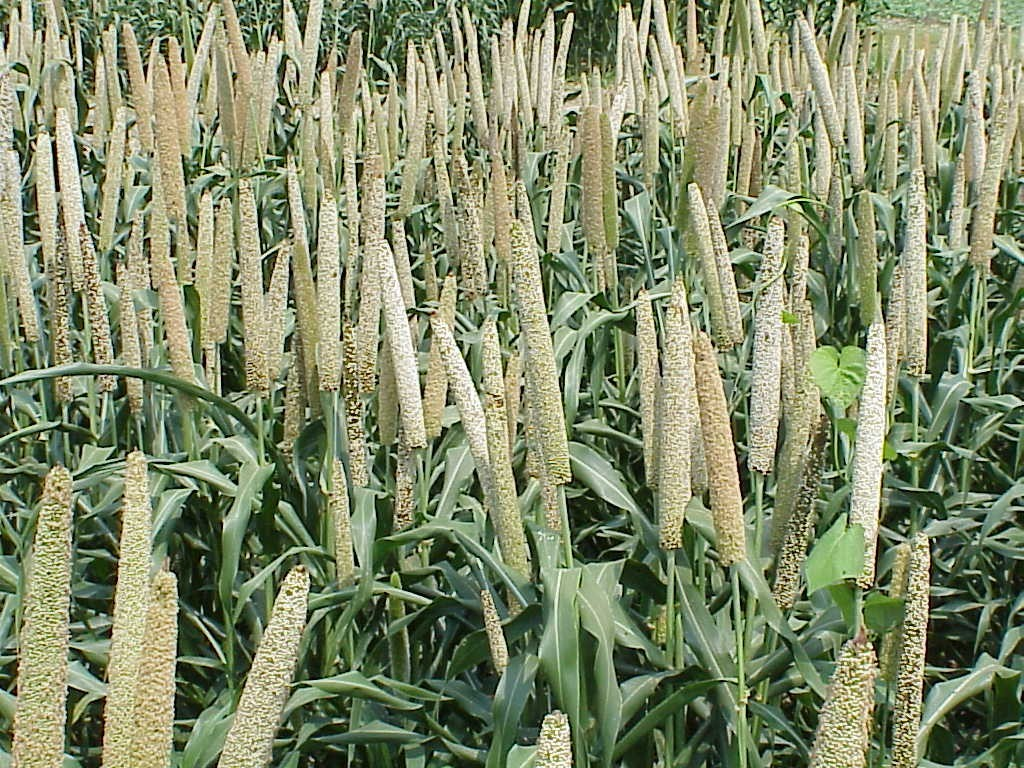
Kê trân châu trên cánh đồng

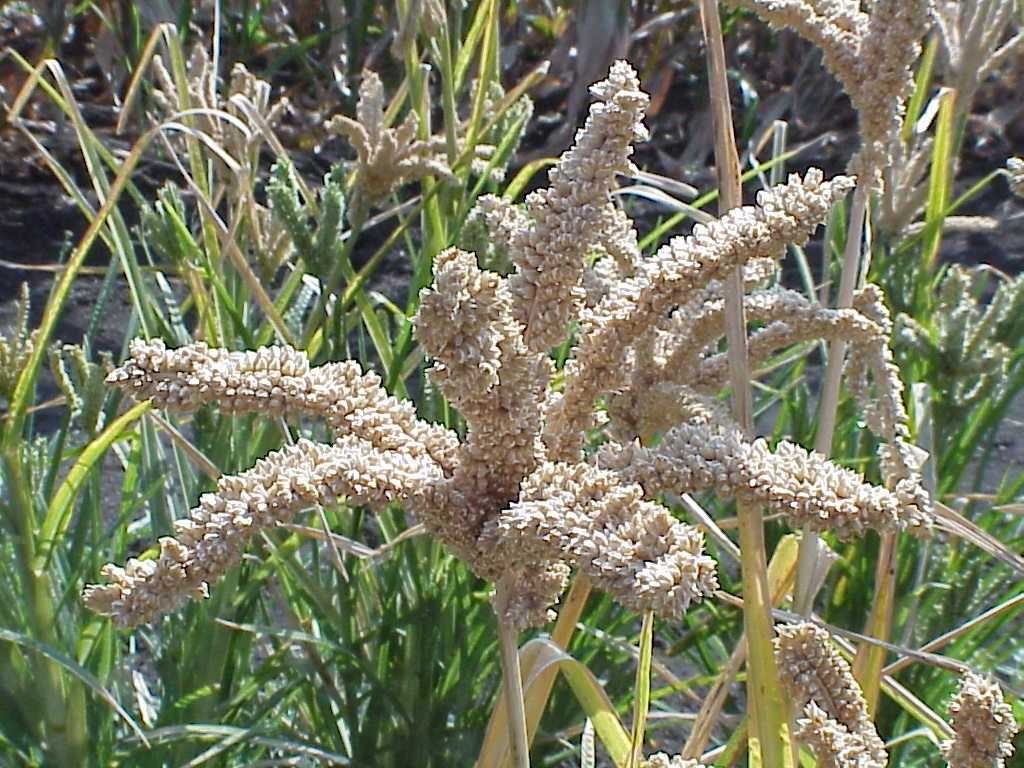
Kê ngón tay trên cánh đồng

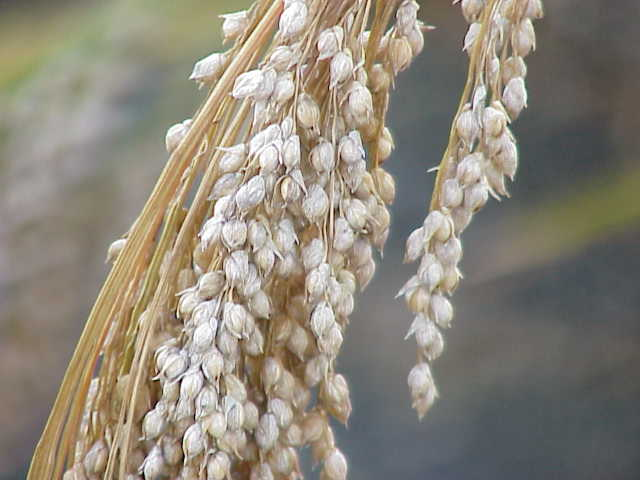
Bông kê châu Âu đã chín.

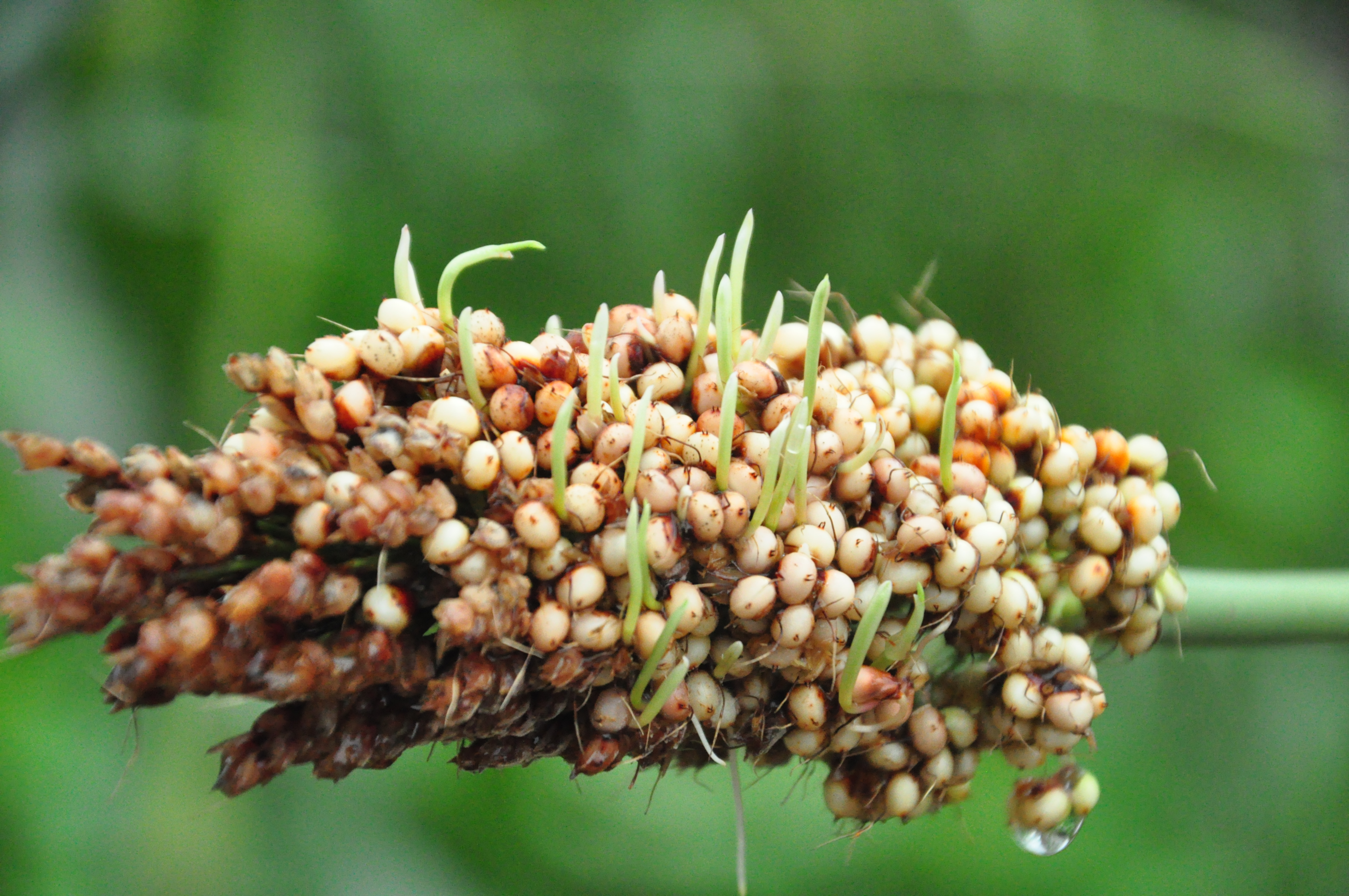
Mầm kê

Kê là tên gọi chung để chỉ một vài loại ngũ cốc có thân cỏ giống lúa, hạt nhỏ, thoạt nhìn tương tự cỏ lồng vực nhưng hạt to và mẩy hơn. Hạt kê làm lương thực như gạo cho người ăn hoặc chim chóc.
Kê là nông sản quan trọng của những vùng cận khô của châu Á và châu Phi (đặc biệt là tại Ấn Độ, Mali, Nigeria, và Niger), với 97% sản lượng kê đến từ các nước đang phát triển. Loại nông sản này được ưa thích nhờ có năng suất cao và vụ mùa ngắn dưới điều kiện khô, nhiệt độ cao.
Kê là giống địa phương của nhiều vùng trên thế giới. Loại kê được trồng nhiều nhất là kê trân châu, là một loại nông sản quan trọng tại Ấn Độ và một số vùng của châu Phi. Kê ngón tay, kê proso, và kê vàng cũng là những loại nông sản quan trọng.
Kê có thể đã được tiêu thụ bởi con người khoảng 7000 năm và có thể đã có một vai trò thiết yếu trong việc phát triển nông nghiệp và xã hội làm việc đồng áng.

## Các loại kê

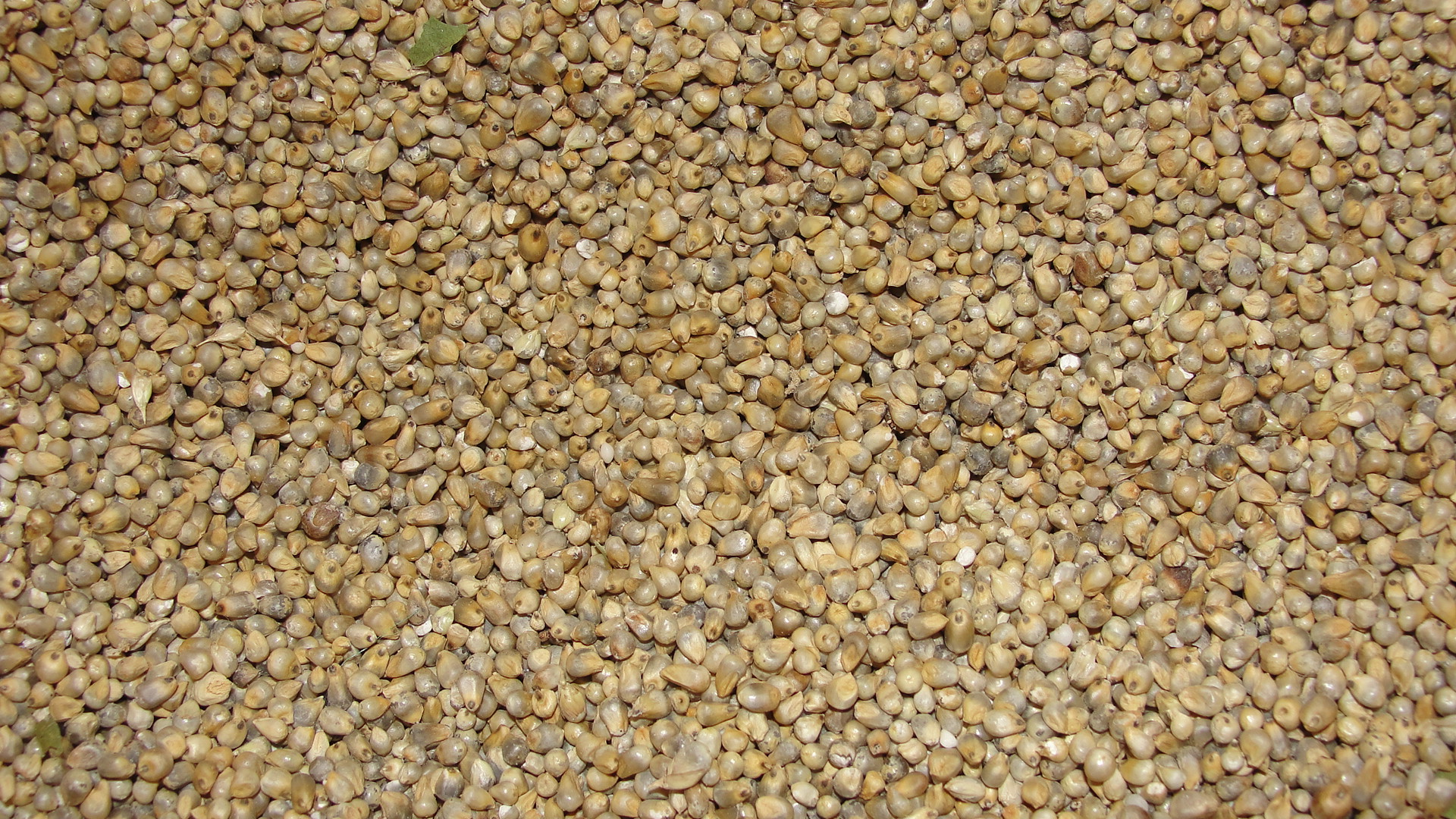
Kê trân châu

Cũng loại kê được canh tác phổ biến nhất được đánh dấu *.
Tông Eragrostideae trong phân họ Chloridoideae:
- *Eleusine coracana: kê ngón tay
- Eragrostis tef: Teff – thường không được coi là một loại kê.[2]

Tông Paniceae trong phân họ Panicoideae:
- Chi Panicum:
  - *Panicum miliaceum: kê Proso (kê châu Âu, kê broomcorn, hay kê trắng)
  - *Panicum sumatrense: kê nhỏ (còn được gọi là Samalu trong tiếng Telugu và Samai trong tiếng Tamil Nadu)
- *Pennisetum glaucum: kê trân châu
- *Setaria italica: kê vàng[5]
- Chi Digitaria – là loại mùa màng có tầm quan trọng thấp.[2]
  - Digitaria exilis: được gọi là fonio trắng, kê fonio, hay lúa acha.
  - Digitaria iburua: fonio đen
  - Digitaria compacta: Raishan, được canh tác tại Đồi Khasi ở đông bắc Ấn Độ
  - Digitaria sanguinalis: kê Ba Lan
- Chi Echinochloa: những thành viên trong chi này được gọi chung là kê barnyard. Những tên gọi phổ biến khác là Jhangora, hạt Samo hoặc hạt Morio / Mario / Moraiaya.
  - Echinochloa esculenta: kê barnyard Nhật
  - Echinochloa frumentacea: kê barnyard Ấn Độ, còn được gọi là kê Sawa, Kodisama tại Andhra Pradesh và Kuthirai vaali tại Tamil Nadu và Bhagar hoặc Varai tại Maharashtra),
  - Echinochloa stagnina: kê Burgu
  - Echinochloa crus-galli: kê Cockspur.
- Paspalum scrobiculatum: kê Kodo (còn được gọi là Varigalu tại Andhra Pradesh và Varagu tại Tamil Nadu)
- Brachiaria deflexa: kê Guinea
- Urochloa ramosa: kê đầu nâu (còn được gọi là Korle tại Karnataka)[6]

Tông Andropogoneae trong phân họ Panicoideae:
- *Cao lương: thường được coi là một loại ngũ cốc riêng biệt, nhưng đôi khi được gọi là đại kê
- Ý dĩ: cũng là một loại kê.[2]

## Lịch sử
Truyền thuyết Trung Quốc cho rằng sự thuần hóa cây kê là do Thần Nông, một nhân vật thần thoại của Trung Quốc. Tương tự, kê đã được đề cập trong một số văn bản Yajurveda còn tồn tại lâu đời nhất, có nội dung về kê vàng (priyangava), kê Barnyard (aanava) và kê ngón tay đen (shyaamaka), chỉ ra rằng việc sử dụng kê đã từng rất phổ biến, có niên đại từ năm 4500 TCN, trong thời kỳ đồ đồng giữa của Ấn Độ.
Kê châu Âu hiện được cho là loại kê được thuần hóa đầu tiên từ khoảng 10,300 năm trước đây. Các nhà cổ thực vật học dựa vào dữ liệu tương đối phong phú của các hạt ngũ cốc được tìm thấy trong các địa điểm khảo cổ học, giả thuyết rằng việc trồng các loại cây kê có tỷ lệ lớn hơn lúa trong thời tiền sử, đặc biệt là ở bắc Trung Quốc và Triều Tiên. Kê cũng là phần quan trọng trong khẩu phần ăn thời tiền sử của xã hội Thời đại đồ đá mới của Ấn Độ và Trung Quốc và Mumun của Triều Tiên. Kê Proso (Panicum miliaceum) và kê vàng là những loại cây trồng quan trọng bắt đầu từ thời kỳ đồ đá mới của Trung Quốc. Ví dụ, một số bằng chứng sớm nhất về việc trồng kê ở Trung Quốc được tìm thấy tại Văn hóa Từ Sơn (phía bắc). Tuổi Từ Sơn của hạt khoáng vỏ kê và thành phần phân tử sinh học đã được xác định là khoảng 8300–6700 TCN trong hầm chứa tiền sử cùng với những hiện vật từ các nhà hầm, đồ gốm và công cụ bằng đá liên quan đến việc canh tác kê. Bằng chứng về tuổi Từ Sơn của kê vàng có niên đại từ khoảng năm 6500 TCN. Một cái bát 4000 năm tuổi được bảo tồn nguyên vẹn có chứa mì được làm từ kê vàng và kê broomcorn được tìm thấy tại địa điểm khảo cổ Lajia tại Trung Quốc.
Các nhà cổ thực vật học tìm thấy bằng chứng về việc canh tác kê tại Bán đảo Triều Tiên có niên đại từ Trung thời kỳ đồ gốm Jeulmun (khoảng 3500–2000 TCN). Kê tiếp tục là một phần quan trọng trong nông nghiệp khoảng thời kỳ đồ gốm Mumun (khoảng 1500–300 TCN) tại Triều Tiên. Kê và các loại cây tổ tiên hoang dã của nó, như là cỏ barnyard và cỏ panic, cũng được canh tác tại Nhật Bản trong thời kỳ Jōmon khoảng sau năm 4000 TCN.

## Sản xuất
| Sản xuất kê – 2016               | Sản xuất kê – 2016    |
| Quốc gia                         | Năng suất (triệu tấn) |
| -------------------------------- | --------------------- |
| Ấn Độ                            | 10,3                  |
| Niger                            | 3,9                   |
| Trung Quốc                       | 2,0                   |
| Mali                             | 1,8                   |
| Nigeria                          | 1,5                   |
| Burkina Faso                     | 1,1                   |
| Thế giới                         | 28,4                  |
| Nguồn: FAOSTAT của Liên Hợp Quốc |                       |

Năm 2016, sản lượng kê toàn cầu là 28,4 triệu tấn, dẫn đầu bởi Ấn Độ với 36% tổng sản lượng thế giới (xem bảng). Niger cũng có sản lượng lớn.

### Thức uống có cồn

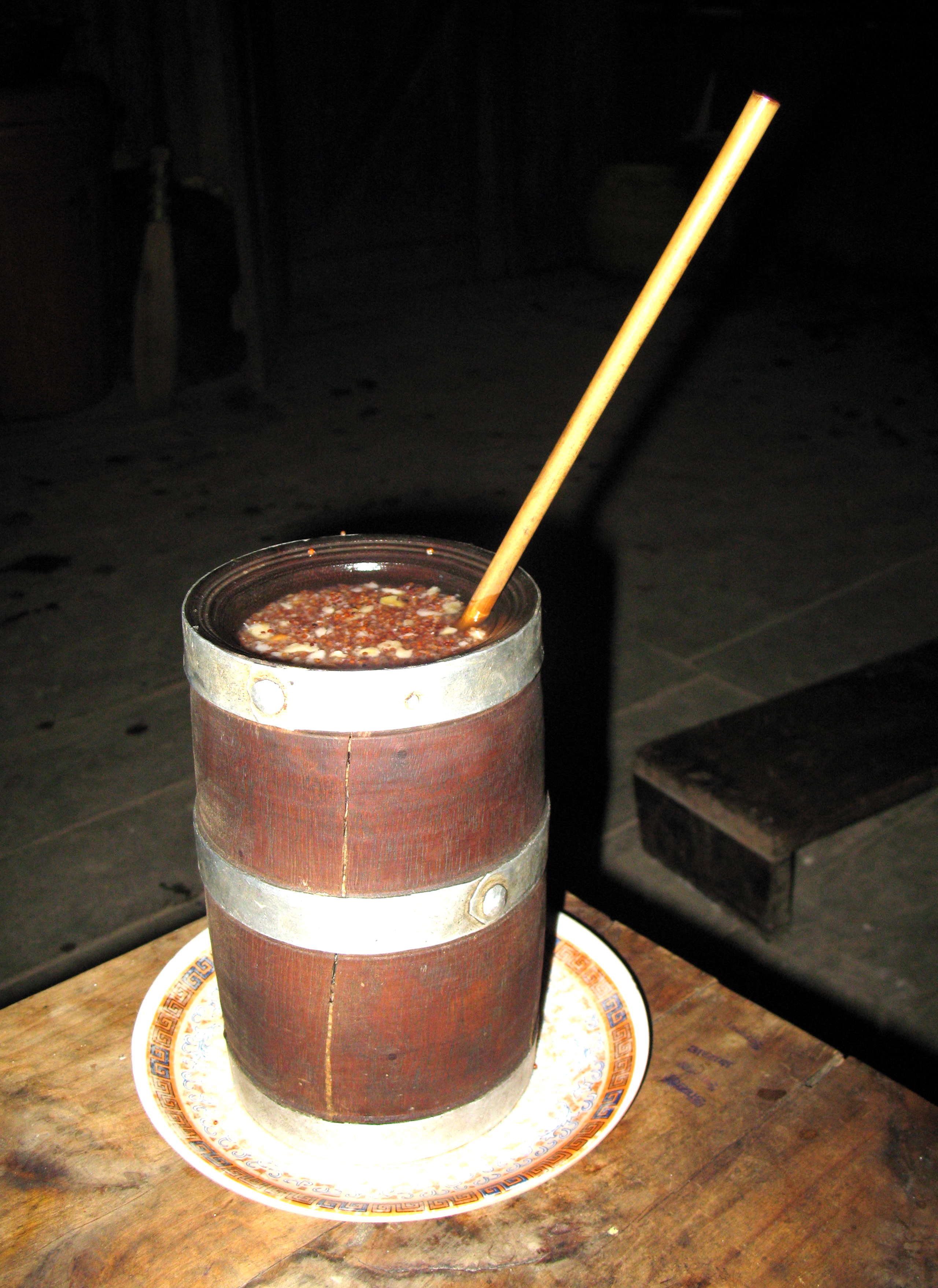
Tongba, một loại thức uống có cồn làm từ kê ở vùng núi viễn đông của Nepal và Sikkim, Ấn Độ

Ở Ấn Độ, nhiều thức uống có cồn được sản xuất từ kê. Kê cũng là nguyên liệu chính để làm thức uống chưng cất rakshi.

### Thức ăn
Kê là thực phẩm chính ở một số vùng khô và cận khô trên thế giới, và có mặt trong ẩm thực truyền thống của nhiều quốc gia khác. Tại tây Ấn Độ, bo bo (được gọi là jowar, jola, jonnalu, jwaarie, hoặc jondhahlaa trong tiếng Gujarati, tiếng Kannada, tiếng Telugu, tiếng Hindi và tiếng Marathi lần lượt; mutthaari, kora, hoặc panjappullu trong tiếng Malayalam; hoặc cholam trong tiếng Tamil) được sử dụng phổ biết cùng với bột kê (gọi là jowari tại tây Ấn Độ) trong hàng trăm năm nay để làm món ăn địa phương thiết yếu, món bánh dẹt được lăn bằng tay (rotla trong tiếng Gujarati, bhakri trong tiếng Marathi, hoặc roti trong các ngôn ngữ khác). Nó là loại ngũ cốc được sử dụng phổ biến ở nhiều vùng và bởi người nghèo để dùng làm thực phẩm dưới dạng roti. Các loại kê khác như ragi (kê ngón tay) trong tiếng Karnataka, naachanie trong tiếng Maharashtra, hoặc kezhvaragu trong tiếng Tamil, "ragulu" trong tiếng Telugu, với ragi rotti và Ragi mudde là một món ăn phổ biến tại Karnataka. Ragi, món ăn phổ biến này có màu tối giống lúa mạch đen, nhưng gồ ghề hơn.

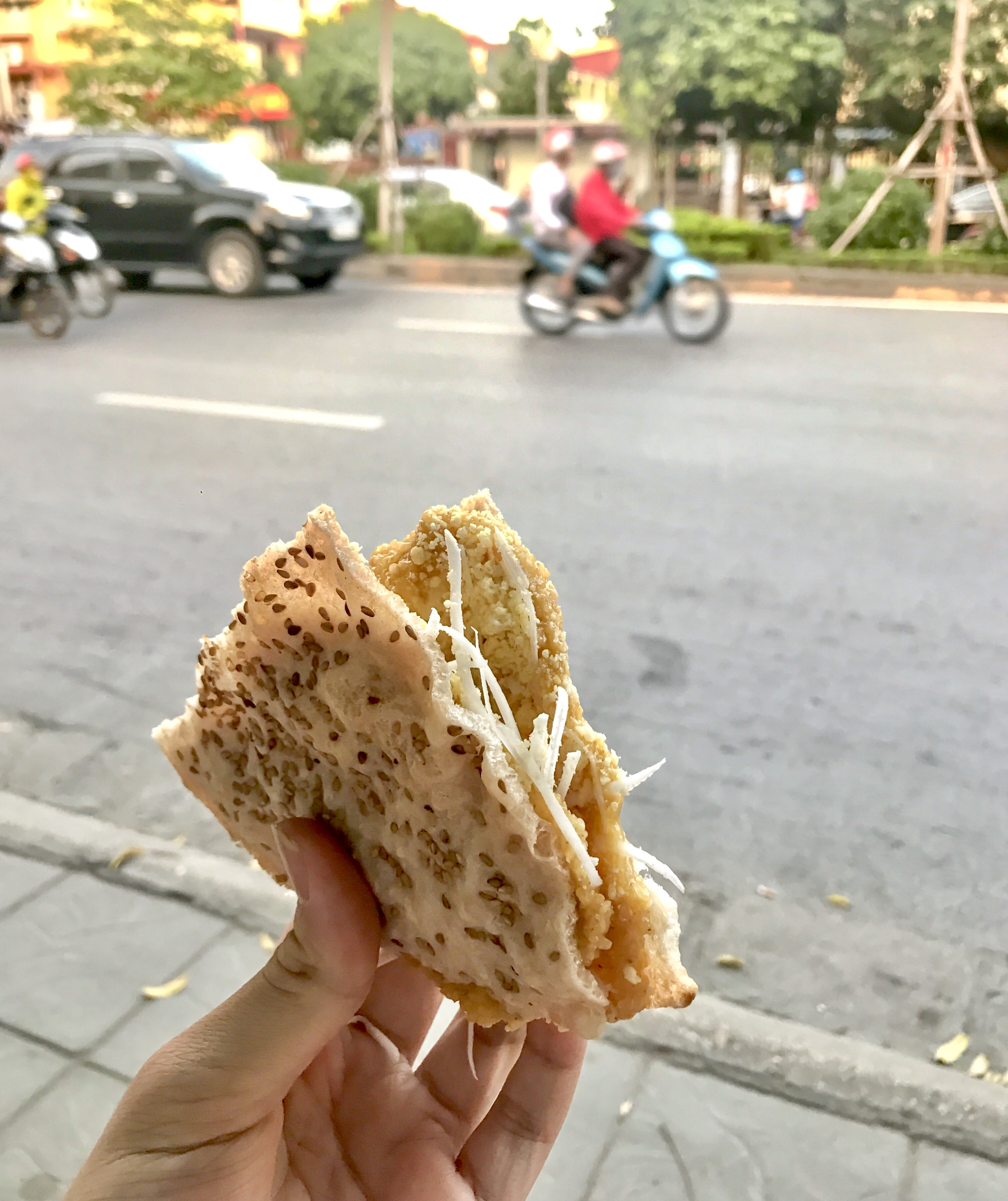
Bánh đa kê, một món ăn vặt tại Hà Nội

Cháo kê là món ăn truyền thống trong ẩm thực Nga, Đức, và Trung Quốc. Tại Nga, nó được ăn ngọt (với sữa và đường được cho vào khi gần nấu xong) hoặc mặn khi hầm với thịt hoặc rau. Tại Trung Quốc, nó không được ăn với đường hay sữa, người ta thường ăn với đỗ, khoai lang, các loại bí. Tại Đức, nó cũng được ăn ngọt, luộc trong nước, thêm táo khi sôi và cho đường khi để nguội.
Tại Việt Nam, kê là thành phần chính trong bánh đa kê, món ăn vặt của người Hà Nội. Kê cũng có thể được nấu chung với đậu xanh làm chè.
Lượng tiêu thụ theo đầu người của kê dùng làm lượng thực cao nhất là ở Tây Phi. Tại vùng Sahel, kê được ước tính là chiếm 35% tổng lượng ngũ cốc tiêu thụ tại Burkina Faso, Tchad và Gambia. Tại Mali và Senegal, kê chiếm khoảng 40% lượng thực phẩm tiêu thụ trên đầu người, còn ở Niger và Namibia nó là hơn 65% (xem mahangu). Các quốc gia châu Phi khác nơi kê là nguồn lượng thực quan trọng bao gồm Ethiopia, Nigeria và Uganda. Cũng là thức ăn quan trọng đối với những người sống tại vùng khô của nhiều nước khác trên thế giới, đặc biệt là tại tây và trung Phi, và các quốc gia bờ biển bắc của Tây Phi. Trong các quốc gia đang phát triển ngoài châu Phi, kê được dùng làm thực phẩm quan trọng tại một số quốc gia như Trung Quốc, Ấn Độ, Myanmar và Triều Tiên.
Lượng tiêu thụ kê giảm đi giữa thập niên 1970 và 2000, cả ở vùng thành thị và nông thôn, vì các quốc gia đang phát triển như Ấn Độ phát triển nhanh và có lượng tiêng thụ các loại ngũ cốc khác tăng đáng kể.
Người bị rối loạn liên quan đến gluten, như bệnh coeliac, [[mẫn cảm với gluten không celiac]] và dị ứng lúa mì, họ cần có chế độ ăn không gluten, có thể thay ngũ cốc chứa gluten trong khẩu phần ăn của họ bằng kê. Tuy nhiên, mặc dù kê không chứa gluten, hạt và bột của nó có thể bị lẫn những ngũ cốc chứa gluten.

## Dinh dưỡng
Mỗi 100 gam kê cung cấp 378 ca-lo, kê còn giàu protein (lớn hơn hoặc bằng 20% giá trị dinh dưỡng hàng ngày, DV), chất xơ, một số loại vitamin B và các khoáng chất, đặc biệt là mangan chiến tới 76% DV (bảng dinh dưỡng Bộ Nông nghiệp Hoa Kỳ). Kê sống gồm có 9% nước, 73% Cacbohydrat, 4% chất béo và 11% protein (xem bảng).

### So sánh với một số thực phẩm thiết yếu khác
Bảng sau cho thấy hàm lượng dinh dưỡng của kê so với một số thực phẩm thiết yếu khác ở dạng sống. Tuy nhiên dạng sống không ăn và tiêu hóa được. Chúng phải được nấu chín trước khi con người có thể tiêu thụ. Khi đã được xử lý hoặc nấu hàm lượng chất dinh dưỡng của những hạt này sẽ rất khác so với dạng sống như trong bảng này. Lượng chất dinh dưỡng còn lại sau khi nấu phụ thuộc vào phương pháp nấu.
| Thành phần (trên 100 g, hạt sống) | Sắn  | Lúa mì | Gạo  | Ngô | Kê Sorghum | Kê Proso | Kê Kodo |
| --------------------------------- | ---- | ------ | ---- | --- | ---------- | -------- | ------- |
| nước (g)                          | 60   | 13,1   | 12   | 76  | 9,2        | 8,7      |         |
| năng lượng (kJ)                   | 667  | 1368   | 1527 | 360 | 1418       | 1582     | 1462    |
| protein (g)                       | 1,4  | 12,6   | 7    | 3   | 11,3       | 11       | 9,94    |
| chất béo (g)                      | 0,3  | 1,5    | 1    | 1   | 3,3        | 4,2      | 3,03    |
| carbohydrat (g)                   | 38   | 71,2   | 79   | 19  | 75         | 73       | 63,82   |
| xơ (g)                            | 1,8  | 1,2    | 1    | 3   | 6,3        | 8,5      | 8,2     |
| đường (g)                         | 1,7  | 0,4    | >0,1 | 3   | 1,9        |          |         |
| sắt (mg)                          | 0,27 | 3,2    | 0,8  | 0,5 | 4,4        | 3        | 3,17    |
| mangan (mg)                       | 0,4  | 3,9    | 1,1  | 0,2 | <0,1       | 1,6      |         |
| calci (mg)                        | 16   | 29     | 28   | 2   | 28         | 8        | 32,33   |
| magnesi (mg)                      | 21   | 126    | 25   | 37  | <120       | 114      |         |
| phốt pha (mg)                     | 27   | 288    | 115  | 89  | 287        | 285      | 300     |
| kalo (mg)                         | 271  | 363    | 115  | 270 | 350        | 195      |         |
| kẽm (mg)                          | 0,3  | 2,6    | 1,1  | 0,5 | <1         | 1,7      | 32,7    |
| axít pantothenic (mg)             | 0,1  | 0,9    | 1,0  | 0,7 | <0,9       | 0,8      |         |
| vitB6 (mg)                        | 0,1  | 0,3    | 0,2  | 0,1 | <0,3       | 0,4      |         |
| folate (µg)                       | 27   | 38     | 8    | 42  | <25        | 85       |         |
| thiamin (mg)                      | 0,1  | 0,38   | 0,1  | 0,2 | 0,2        | 0,4      | 0,15    |
| riboflavin (mg)                   | <0,1 | 0,1    | >0,1 | 0,1 | 0,1        | 0,3      | 2,0     |
| niacin (mg)                       | 0,9  | 5,5    | 1,6  | 1,8 | 2,9        |          | 0,09    |

| Loại / chất dinh dưỡng | Protein (g) | Xơ (g) | Khoáng chất (g) | Sắt (mg) | Calci (mg) |
| ---------------------- | ----------- | ------ | --------------- | -------- | ---------- |
| Kê trân châu           | 10,6        | 1,3    | 2,3             | 16,9     | 38         |
| Kê ngón tay            | 7,3         | 3,6    | 2,7             | 3,9      | 344        |
| Kê vàng                | 12,3        | 8      | 3,3             | 2,8      | 31         |
| Kê Proso               | 12,5        | 2,2    | 1,9             | 0,8      | 14         |
| Kê Kodo                | 8,3         | 9      | 2,6             | 0,5      | 27         |
| Kê nhỏ                 | 7,7         | 7,6    | 1,5             | 9,3      | 17         |
| Kê Barnyard            | 11,2        | 10,1   | 4,4             | 15,2     | 11         |
| Gạo                    | 6,8         | 0,2    | 0,6             | 0,7      | 10         |
| Lúa mì                 | 11,8        | 1,2    | 1,5             | 5,3      | 41         |